# Sigismond Hirsch
Pour les articles homonymes, voir Hirsch.
Sigismond Hirsch (22 janvier 1906 à Sighișoara en Roumanie - 22 janvier 1990 à Massy) est un médecin juif français, un des fondateurs en 1926 avec Robert Gamzon du mouvement scout les EIF (Éclaireurs Israélites de France). Il est déporté à Auschwitz et survit à la Shoah. Son épouse Berthe Hirsch, également déportée, est assassinée à Auschwitz.
Il est grand officier de la Légion d'honneur.

## Biographie
Sigismond Hirsch est né le 22 janvier 1906 à Sighișoara en Roumanie, à Sighișoara ou Chișineu-Criș en Roumanie.
Il est le frère de Shatta Simon (née Charlotte Hirsch) née en 1910 à Sighișoara et d'Elisabeth Hirsch, dite Böszi ou Böegy, née le 5 janvier 1913 à Sighișoara.

### Le scoutisme juif
Le docteur Sigismond Hirsch est l’un des fondateurs avec Robert Gamzon en 1926 du mouvement scout les EIF (Éclaireurs Israélites de France).

### Médecin
Docteur en médecine (Paris, 1933), Sigismond Hirsch est un radiologue.

### Seconde Guerre mondiale
Il dirige le secteur de cache d'Auvillar comme capitaine des Forces françaises de l’intérieur (FFI).

### Déportation
Sigismond Hirsch, âgé de 37 ans, est déporté par le convoi no 62, en date du 20 novembre 1943 du camp de Drancy vers Auschwitz. Son épouse Berthe Hirsch (née Weyl), née à Strasbourg le 16 septembre 1907, âgée de 36 ans, est déportée dans le même convoi, et est assassinée à Auschwitz. Son fils, Jean-Raphaël Hirsch, âgé de 10 ans, échappe à la rafle et poursuivra la lutte dans la Résistance : il est considéré comme le plus jeune résistant de France. Sigismond Hirsch survit à la Shoah.

### Après la Guerre
En 1945, le COSEM (Coordination des œuvres sociales et médicales) fut créé à l’initiative du docteur Sigismond Hirsch, dans le but de permettre à tout un chacun de bénéficier de soins médicaux.

### Mort
Sigismond Hirsch meurt le 22 janvier 1990 à Massy, à l'âge de 84 ans,. Il repose au cimetière du Père Lachaise (division 7), à Paris.

## Décorations
- Grand officier de la Légion d'honneur (1984)[11]
- Croix de guerre 1939–1945
- Officier de l'ordre de la Santé publique (1955)[12]

## Publications
- Sigismond Hirsch. Étude stéréographique de la muqueuse gastrique par le thorium.... Thèses de médecine. Paris. 1933. N° 197. Paris, Le François , 1933. In-8, 131 p., fig., pl. [7].